# Семенівська сільська рада (Глухівський район)
Семені́вська сільська́ ра́да — колишній орган місцевого самоврядування у Глухівському районі Сумської області. Адміністративний центр — село Семенівка.

## Загальні відомості
- Населення ради: 1 579 осіб (станом на 2001 рік)

## Населені пункти
Сільській раді підпорядковані населені пункти:
- с. Семенівка
- с. Іонине
- с. Калюжне
- с. Кравченкове
- с. Некрасове

## Склад ради
Рада складається з 16 депутатів та голови.
- Голова ради: Кебець Надія Іванівна
- Секретар ради: Конопля Олена Олександрівна

### Керівний склад попередніх скликань
| Прізвище, ім'я, по батькові  | Основні відомості                                                                       | Дата обрання | Дата звільнення |
| ---------------------------- | --------------------------------------------------------------------------------------- | ------------ | --------------- |
| Шульженко Наталія Григорівна | Сільський голова, 1953 року народження, позапартійна                                    | 26.03.2006   | 01.02.2010      |
| Кебець Надія Іванівна        | Сільський голова, 1960 року народження, освіта середня спеціальна, позапартійна         | 20.06.2010   | 31.10.2010      |
| Кебець Надія Іванівна        | Сільський голова, 1960 року народження, освіта середня спеціальна, член Партії регіонів | 31.10.2010   |                 |

Примітка: таблиця складена за даними сайту Верховної Ради України